# 二本木村
二本木村（にほんぎむら）は、かつて新潟県中蒲原郡にあった村。1901年11月1日の新設合併によって消滅し、現在は新潟市江南区の一部となっている。
以下の記述は合併直前当時の旧二本木村に関しての記述であり、現在では名称等が異なる場合がある。なお、ここに記述されていない内容に関しては新潟市などの記事を参照。

## 概要
江戸時代からの村名で、小阿賀野川の右岸に位置する。
地名の由来は以下の2説がある。
1. 開発者の青木大膳と植木十郎左衛門の木を採った[1]。
2. 鎮守赤城神社の松と榎が、ある夜に1つに絡み合って離れなくなった[1]。

## 沿革
- 1889年（明治22年）4月1日 - 町村制施行に伴い中蒲原郡二本木村が村制施行し、二本木村が発足。
- 1901年（明治34年）11月1日 - 中蒲原郡横越村、沢海村、小杉村、木津村と合併し、横越村を新設して消滅。大字二本木となる。

## 地域
合併を行わないで発足した村であるため、大字は編成していない。当時の村域は現在の新潟市江南区二本木に該当する。